# アダルト・フィルム・データベース
アダルト・フィルム・データベース（Adult Film Database、略称：AFDB）は、ポルノ俳優、ポルノ監督、ポルノ作品に関する情報のオンラインデータベースである。データベースには作品目録、略歴、論評が含まれる。

## 概要
ソドマイト(Sodomite)という名をもって、ある大学生の手により1998年に創始された。これはインターネット・アダルト・フィルム・データベース(IAFD)の一時的な不在による空白を埋めるための試みであった。1999年にその名をアダルト・フィルム・データベースと変更。いつしかIAFDの主要なる競争相手の一となった。
IAFDとIMDbから刺激を受け、またビビッド・エンターテインメント、ハスラー、デジタル・プレイグラウンドなどの業界大手との関係を作り上げ、いつしか50,000本以上のビデオと30,000人以上の俳優の情報を有するまでになった。
ストレートとゲイ双方のビデオ・俳優の情報を有する最初のアダルトオンラインデータベースでもあった。サイトはギャラリーと独自の記事が豊富で、他のデータベースと一線を画している。
2007年の10月には、ブラジルの新聞フォルハのオンライン版におけるIAFDについてのある記事で、AFDBのことについても言及されている。